# Cephalotes manni
Cephalotes manni é uma espécie de inseto do gênero Cephalotes, pertencente à família Formicidae.